# Naomi Tokashiki
Naomi Tokashiki (渡嘉敷 奈緒美, Tokashiki Naomi), née le 16 juillet 1962, est une femme politique japonaise représentant Osaka à la Chambre des représentants du Japon pour le Parti libéral-démocrate japonais. Elle rejoint le gouvernement Abe III en 2015, au poste de vice-ministre de la Santé, du Travail et des Affaires sociales, puis au poste de vice-ministre chargée de l'Environnement, dans le gouvernement Abe IV en 2018.

## Jeunesse, études et carrière pré-électorale
Tokashiki naît le 16 juillet 1962 à Kyoto. Elle effectue ses études supérieures en pharmacie à l'université Shōwa (en), ainsi qu'en commerce à l'université de Waseda. Après ses études, elle rejoint la compagnie Shiseido.

## Carrière électorale

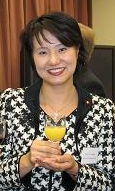
Naomi Tokashiki, en 2009.

Tokashiki se présente pour la première fois aux élections législatives japonaises de 2005, dans la septième circonscription de la préfecture d'Osaka, sous l'investiture du Parti libéral-démocrate. Élue à l'issue de ce scrutin, elle est ainsi considérée, à l'instar d'autres députées comme Keiko Nagaoka ou Nobuko Iwaki, comme l'une des enfants de Koizumi, un terme utilisé pour désigner les 83 membres du Parti libéral-démocrate de la Chambre des représentants élus pour la première fois aux élections législatives de 2005. Néanmoins, comme beaucoup d'enfants de Koizumi, elle n'est pas réélue à l'issue des élections législatives de 2009, où elle est battue par l'ancien député Osamu Fujimura du PDJ.
Tokashiki est nommée en 2015 au sein du gouvernement Abe III, au poste de vice-ministre de la Santé, du Travail et des Affaires sociales,.
En 2017, Tokashiki rejoint de nouveau le gouvernement Abe III au poste de vice-ministre de l'Environnement, poste qu'elle conserve dans le gouvernement Abe IV.
Tokashiki prend en 2018 la tête du comité interne dédié aux problématiques liées à l'environnement du PLD. L'année suivante, elle prend également la direction de la branche préfectorale d'Osaka du PLD, en vue des élections législatives de 2021.
En 2020, elle est nommée présidente de la commission « Santé, travail et bien-être » de la Chambre des représentants du Japon.
Lors des élections législatives de 2021, Tokashiki perd son siège, et ne parvient pas non plus à être élue à la proportionnelle. Tokashiki est toujours candidate lors des élections législatives de 2024, mais ne parvient pas à récupérer son siège, subissant la forte impopularité du PLD dans la préfecture d'Osaka à cause des différents scandales de corruption touchant son parti.

## Prises de position
En 2017, alors qu'elle est présidente du comité du PLD pour les questions de santé, Tokashiki s'est opposée à une loi luttant contre le tabagisme passif, qu'elle estime « trop sévère ».
Comme la majorité des représentants de son parti, elle fait la promotion des Abenomics, politique économique japonaise promue par le Premier ministre Shinzō Abe, qu'elle soutient. Elle estime également que l'énergie nucléaire est nécessaire à la contribution énergétique japonaise pour le moment, même si l'armement nucléaire ne devrait pas être envisagé. En outre, elle souhaite une révision de la Constitution antimilitariste du Japon.
Comme plusieurs personnalités du PLD et du gouvernement Abe, elle est associée au lobby révisionniste Nippon Kaigi. Elle est également favorable à la visite par les membres du gouvernement du sanctuaire Yasukuni, sanctuaire shinto, considéré par certains comme l'un des symboles nationalistes du Japon, mais également de son passé colonialiste. 
D'un point de vue social, elle répond en 2014 ne pas souhaiter se prononcer sur la nécessité ou non pour le Japon d'instaurer des quotas de femmes dans la vie politique japonaise. Par ailleurs, Tokashiki s'oppose aux tentatives de changer la loi japonaise qui impose aux conjoints de porter le même nom.